# Tiszalúc
Tiszalúc è un comune dell'Ungheria di 5.707 abitanti (dati 2001) . È situato nella contea di Borsod-Abaúj-Zemplén.